# David Ekholm
Karl David Ekholm (ur. 16 stycznia 1979 w Ekshärad) – szwedzki biathlonista, srebrny medalista mistrzostw świata.

## Kariera
Biathlon trenował od 1993 roku. Pierwszy sukces osiągnął w 1999 roku, kiedy podczas mistrzostw świata juniorów w Pokljuce zdobył złoty medal w sztafecie.
W zawodach Pucharu Świata zadebiutował 21 marca 2002 roku w Oslo, zajmując 75. miejsce w sprincie. Pierwsze pucharowe punkty zdobył 10 grudnia 2005 roku w Hochfilzen, gdzie zajął 28. miejsce w tej samej konkurencji. Nigdy nie stanął na podium indywidualnych zawodów tego cyklu, najwyższą lokatę wywalczył 17 lutego 2009 roku w Pjongczangu, gdy rywalizację w biegu indywidualnym ukończył na piątej pozycji. Najlepsze wyniki osiągnął w sezonie 2008/2009, kiedy zajął 54. miejsce w klasyfikacji generalnej.
Podczas mistrzostw świata w Pjongczangu w 2009 roku wspólnie z Heleną Jonsson, Anną Carin Zidek i Carlem Johanem Bergmanem zdobył srebrny medal w sztafecie mieszanej. Na tej samej imprezie był piąty w biegu indywidualnym. Brał też udział w igrzyskach olimpijskich w Turynie w 2006 roku, gdzie zajął 35. miejsce w biegu indywidualnym, 37. w sprincie i 38. w biegu pościgowym.
Mieszka w Östersund. Włada trzema językami: szwedzkim, angielskim oraz niemieckim. W lecie 2010 r. jego żoną została szwedzka biathlonistka Helena Jonsson.

## Osiągnięcia

### Igrzyska olimpijskie
| Rok  | Miejscowość | Konkurencje | Konkurencje | Konkurencje | Konkurencje | Konkurencje | Konkurencje | Konkurencje |
| Rok  | Miejscowość | IN          | SP          | PU          | MS          | RL          | MR          | SR          |
| ---- | ----------- | ----------- | ----------- | ----------- | ----------- | ----------- | ----------- | ----------- |
| 2006 | Turyn       | 35.         | 37.         | 38.         | –           | –           | nd.         | –           |

### Mistrzostwa świata
| Rok  | Miejscowość | Konkurencje | Konkurencje | Konkurencje | Konkurencje | Konkurencje | Konkurencje | Konkurencje |
| Rok  | Miejscowość | IN          | SP          | PU          | MS          | RL          | MR          | SR          |
| ---- | ----------- | ----------- | ----------- | ----------- | ----------- | ----------- | ----------- | ----------- |
| 2004 | Oberhof     | 90.         | 59.         | 40.         | –           | 6.          | nd.         | –           |
| 2005 | Hochfilzen  | –           | 64.         | –           | –           | 7.          | nd.         | –           |
| 2007 | Anterselva  | 52.         | –           | –           | –           | 7.          | 1.          | –           |
| 2008 | Östersund   | –           | 25.         | 39.         | –           | 6.          | –           | –           |
| 2009 | Pjongczang  | 5.          | –           | –           | 22.         | –           | 2.          | –           |

### Mistrzostwa świata juniorów
| Rok  | Miejscowość | Konkurencje | Konkurencje | Konkurencje | Konkurencje | Konkurencje | Konkurencje | Konkurencje |
| Rok  | Miejscowość | IN          | SP          | PU          | MS          | RL          | MR          | SR          |
| ---- | ----------- | ----------- | ----------- | ----------- | ----------- | ----------- | ----------- | ----------- |
| 1999 | Pokljuka    | 42.         | 30.         | 22.         | nd.         | 1.          | nd.         | –           |

### Puchar Świata

#### Miejsca w klasyfikacji generalnej
| Sezon     | Miejsce |
| --------- | ------- |
| 2001/2002 | -       |
| 2002/2003 | -       |
| 2003/2004 | -       |
| 2004/2005 | -       |
| 2005/2006 | 62.     |
| 2006/2007 | 67.     |
| 2007/2008 | 69.     |
| 2008/2009 | 54.     |
| 2009/2010 | -       |

#### Miejsca na podium
Ekholm nigdy nie stanął na podium indywidualnych zawodów PŚ.